# Seminari Teològic Ortodox de Sant Vladímir
El Seminari Teològic Ortodox de Sant Vladímir (anglès: St. Vladimir's Orthodox Theological Seminary, SVOTS) és un seminari cristià ortodox radicat a Yonkers (Estats Units). Està constituït sota la Universitat Estatal de Nova York i acreditat per l'Associació d'Escoles Teològiques dels Estats Units i el Canadà. Es tracta d'una institució panortodoxa afiliada amb l'Església Ortodoxa a Amèrica (OCA).

## Història
El seminari fou fundat el 1938. Es mudà a la seva ubicació actual el 1962. Quatre anys més tard fou acceptat com a membre associat de l'Associació Americana d'Escoles Teològiques, per la qual fou acreditat el 1973.

### Presidents
- Arxipreste Chad Hatfield[4]

### Degans
- Bisbe Macari (Iliinski), 1938-1944
- Arximandrita Dionís (Diatxenko), 1944-1947
- Bisbe Joan (Xakhovskoi), 1947-1950
- Protoprevere Jordi (Florovski), 1950-1955
- Metropolità Lleonci (Turkévitx), 1955-1962
- Protoprevere Alexandre (Schmemann), 1962-1983
- Protoprevere Joan (Meyendorff), 1984-1992
- Protoprevere Tomàs (Hopko), 1992-2002
- Arxipreste Joan (Erickson), 2002-2007
- Arxipreste Joan (Behr), 2007-2017 (últim degà sota l'estructura de governança anterior)
- Ionuț-Alexandru Tudorie, 2018 (primer degà acadèmic sota la nova estructura de governança)[5]

## Acadèmia
El Seminari de Sant Vladímir és acreditat per l'Associació d'Escoles Teològiques (ATS) i homologat per l'ATS per concedir els graus següents: Màster en Divinitat (M.Div.), Master of Arts (MA), Màster de Teologia (Th.M.) i Doctorat en Ministeri (D.Min).

## St. Vladimir's Seminary Press (SVS Press)
L'editorial St. Vladimir's Seminary Press fou fundada el 1962 i és la principal editorial de llibres cristians ortodoxos en anglès.
Entre els seus títols hi ha la Popular Patristics Series.